# عقبة الجذار (يافع)

تعديل مصدري - تعديل

عقبة الجذار هي إحدى قرى عزلة لبعوس بمديرية يافع التابعة لمحافظة لحج، بلغ تعداد سكانها 24 نسمة حسب تعداد اليمن لعام 2004.